# Эрскин, Джеймс, 14-й граф Мар
Джеймс Торн Эрскин, 14-й граф Мар и 16-й граф Келли (англ. James Thorne Erskine, 14th Earl of Mar and 16th Earl of Kellie; родился 10 марта 1949 года) — шотландский пэр и бывший член Палаты лордов от либеральных демократов.

## Биография
Родился 10 марта 1949 года. Старший сын Джона Фрэнсиса Херви Эрскина, 13-го графа Мара и 15-го графа Келли (1921—1993), и Панси Констанс Торн (1921—1996). У него два младших брата — Александр Дэвид Эрскин (род. 1952) и Майкл Джон Эрскин (род. 1956), а также сестра леди Фиона Эрскин (род. 1956).
Получив образование в Итонском колледже (Виндзор, графство Беркшир). В 1962—1963 годах — почетный паж королевы Елизаветы II. Доброволец на общественных работах в Йорке в 1967—1968 годах. Продолжил образование в колледже Морей-хаус в Эдинбурге и колледже Инвернесс в Шотландии. Затем он начал карьеру в области социальной работы с различными местными властями Шотландии. Он также работал судостроителем и служил в Королевских вспомогательных военно-воздушных силах и Королевской военно-морской вспомогательной службе. В 1979 году он получил звание пилота-офицера, с 1982 по 1986 год — лётчика-офицера Королевских вспомогательных военно-воздушных сил. С 1989 по 1991 год — техник-строитель.
22 декабря 1993 года после смерти своего отца Джеймс Торн Эрскин унаследовал титулы 16-го графа Келли, 14-го графа Мара, 16-го барона Эрскина из Дирлтона, 16-го виконта Фентона, 16-го лорда Дирлтона и 16-го виконта Фентона. В 1994 году Джеймс Торн Эрскин занял своё место в Палате лордов Великобритании, решив сесть на скамью либерал-демократов. Он потерял своё место в верхней палате парламента после принятия Акта о Палате лордов 1999 года. Тем не менее, 19 апреля 2000 года он был избран пожизненным пэром в качестве барона Эрскина из Аллоа-Тауэр из Аллоа в округе Клакманнаншир, что позволило ему вернуться в Палату лордов. Он был кандидатом от либерал-демократов в избирательном округе Очил на выборах в шотландский парламент 1999 года, но не был избран. Он вышел в отставку из Палаты лордов 30 июня 2017 года.
Будучи 16-м виконтом Фентаном, он является первым виконтом среди пэром Шотландии. Он также является главой клана Эрскин. С 1991 года он был заместителем лейтенанта Клакманнаншира.
Из-за спора в девятнадцатом веке существует еще один титул графа Мара, принадлежащий Маргарет Элисон Мар, 31-й графине Мар (род. 1940). Согласно Декрету о ранжировании от 1606 года, который определяет приоритет пэров Шотландии, существует два графских титула. Один носит 31-я графиня Мар (креация создана в 1404 году), и 14-й граф Мар (креация создана в 1619 году).
23 марта 1974 года Джеймс Торн Эрскин женился на Мэри Кирк, дочери Дугала Макдугала Кирка. Поскольку у графа Мара нет детей, его предполагаемым наследником является его младший брат, достопочтенный Александр Дэвид Эрскин (род. 1952).